# Fundació de la República d'Islàndia
La fundació de la República d'Islàndia es va produir al principi del 1944 quan el Parlament d'Islàndia va decidir el 25 de febrer de manera formal tallar tots els lligams amb el Regne de Dinamarca amb qui compartia la sobirania sota l'Acta d'Unió del 1918 que reconeixia a Islàndia com a país sobirà, però sota Dinamarca. Tot plegat va iniciar-se en vista de la invasió nazi a Dinamarca. El parlament va celebrar llavors un referèndum d'autodeterminació en què majoritàriament (99%) de la població va votar-hi a favor, i amb una altra majoria aclaparadora en el referèndum d'aprovació de la constitució (95%).